# Fok Hing Tong
Fok Hing Tong, även känd som Huo Qingtang, född 1872, död 1957, var en kinesisk företagare och social aktivist. 
Hon var dotter till den Fok Chin Shang, en av de första kristna kinesiska prästerna i Hongkong. Liksom två av sina fyra systrar blev hon gift med kristna kinesiska män från Australien; hennes make var Kwok Kwai. Hon flyttade initialt till Australien med honom men de bosatte sig 1894 i Hongkong. 
År 1900 grundade hennes make och svågrar företaget Sincere Company, som blev det första kinesiska storföretaget i Hongkong. De öppnade det första varuhuset i Kina. Fok Hing Tong var inte bara medarbetare i sin makes och svågrars företag; enligt uppgift var det hon som hade tagit initiativet till det och hennes roll i affärsvärlden var inte dold utan fullt öppen. I en tid när kinesiska affärskvinnor brukade dölja sin inblandning i affärer och agera genom manliga ombud för att kunna leva det isolerade liv i hemmet som kulturen dikterade, blev Fok Hing Tong Kinas första kvinnliga expedit. Detta var så radikalt att många enligt uppgift kom till varuhuset för att se henne stå vid disken. Hon beskrivs som en framgångsrik affärskvinna och en förebild för andra kvinnor i sitt sätt att öppet delta i affärer. 
Fok Hing Tong grundade år 1918, tillsammans med sin syster Fok Shui Hue, Katherine Woo och Su Peiqui, den första kvinnoorganisationen i Hongkong: Young Women's Christian Association, där hon var ordförande 1920–1923 och 1948-1957. Hon var också engagerad i Anti-Mui Tsai Movement, en kvinnorörelse, som kämpade mot seden att sälja kvinnor och flickor som tjänare (Mui Tsai).